# London Palladium
London Palladium is een theater in het Londense West End, in de City of Westminster. Het theater biedt plaats aan 2286 toeschouwers.

## Producties
- 1991: Joseph and the Amazing Technicolor Dreamcoat, met Jason Donovan, Linzi Hateley en Phillip Schofield
- 1994: Oliver! geregisseerd door Sam Mendes, met Jonathan Pryce, Sonia Swaby, Robert Lindsay, Jim Dale, Sally Dexter en Russ Abbott
- 1998: Saturday Night Fever geregisseerd door Arlene Phillips, met Adam Garcia en Ben Richards
- 2000: The King and I met Elaine Paige en Jason Scott Lee
- 2002: Chitty Chitty Bang Bang geregisseerd door Adrian Noble, met Michael Ball, Emma Williams, Nichola McAuliffe, Brian Blessed, Gary Wilmot, Jason Donovan, Jo Gibb, Brian Conley, Christopher Biggins, Scarlett Strallen, Louise Gold, Tony Adams, Richard O'Brien, Paul O'Grady, Wayne Sleep, Lionel Blair, Stephen Gately, Derek Griffiths en Alvin Stardust
- 2005: Scrooge - The Musical, door Leslie Bricusse, met Tommy Steele
- 2006: Sinatra at the London Palladium
- 2006: The Sound of Music geregisseerd door Jeremy Sams
- 2009: Sister Act the Musical, geproduceerd door Whoopi Goldberg en Stage Entertainment